# 대한민국 민법 제288조
대한민국 민법 제288조는 지상권소멸청구와 저당권자에 대한 통지에 대한 민법 물권법 조문이다.

## 조문
제288조(지상권소멸청구와 저당권자에 대한 통지)지상권이 저당권의 목적인 때 또는 그 토지에 있는 건물, 수목이 저당권의 목적이 된 때에는 전조의 청구는 저당권자에게 통지한 후 상당한 기간이 경과함으로써 그 효력이 생긴다.

第288條(地上權消滅請求와 抵當權者에 對한 通知)地上權이 抵當權의 目的인 때 또는 그 土地에 있는 建物, 樹木이 抵當權의 目的이 된 때에는 前條의 請求는 抵當權者에게 通知한 後 相當한 期間이 經過함으로써 그 效力이 생긴다.